# Arrabal de San Millán

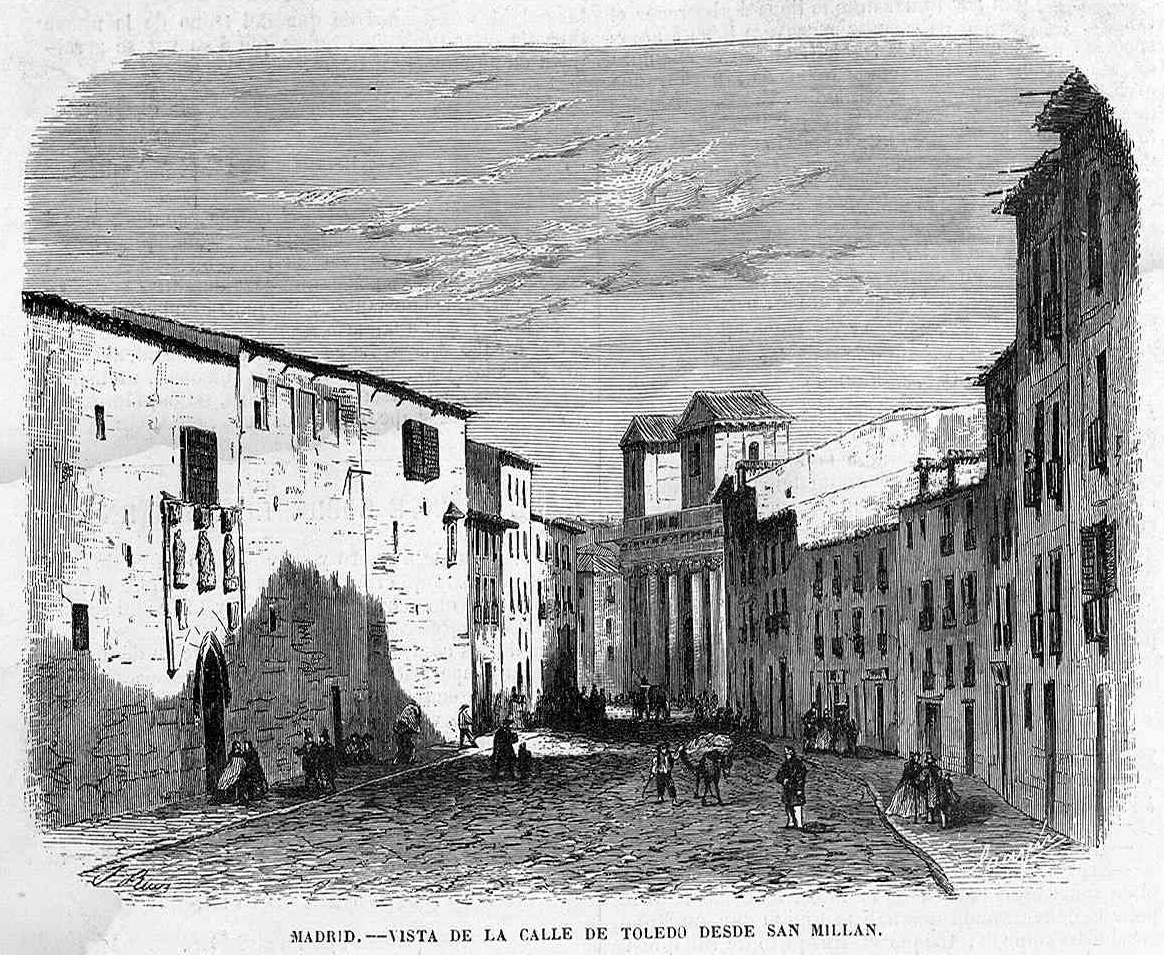
La calle de Toledo, eje del primitivo arrabal de San Millán, en un grabado de Federico Ruiz, «Madrid, vista de la calle de Toledo desde San Millán», publicado en la revista El Museo Universal el 1 de noviembre de 1863.

El arrabal de San Millán fue una barriada extramuros del primitivo Madrid amurallado, situada en torno a la actual calle de Toledo como poblamiento anejo a la ermita de San Millán convertida más tarde en iglesia. El arrabal y su posterior ampliación a partir del siglo xv se extendían a ambos lados de la «çerca» de San Millán y el portillo del camino de Toledo, poco más abajo de la dehesa de la Encomienda, espacio que en el siglo xxi ocupa la plaza de la Cebada y traza al este la calle de San Millán, que tomó el nombre de la citada ermita. Todo ello en la entonces franja o «banda meridional», al sur de la ciudad medieval, y en el umbral histórico de los barrios gremiales de la zona conocida como el Rastro de Madrid. Se considera como el último arrabal de Madrid anterior a las sucesivas ampliaciones de la Villa convertida ya en capital de la corte española a mediados del siglo xvi.

## Origen, superficie y desarrollo

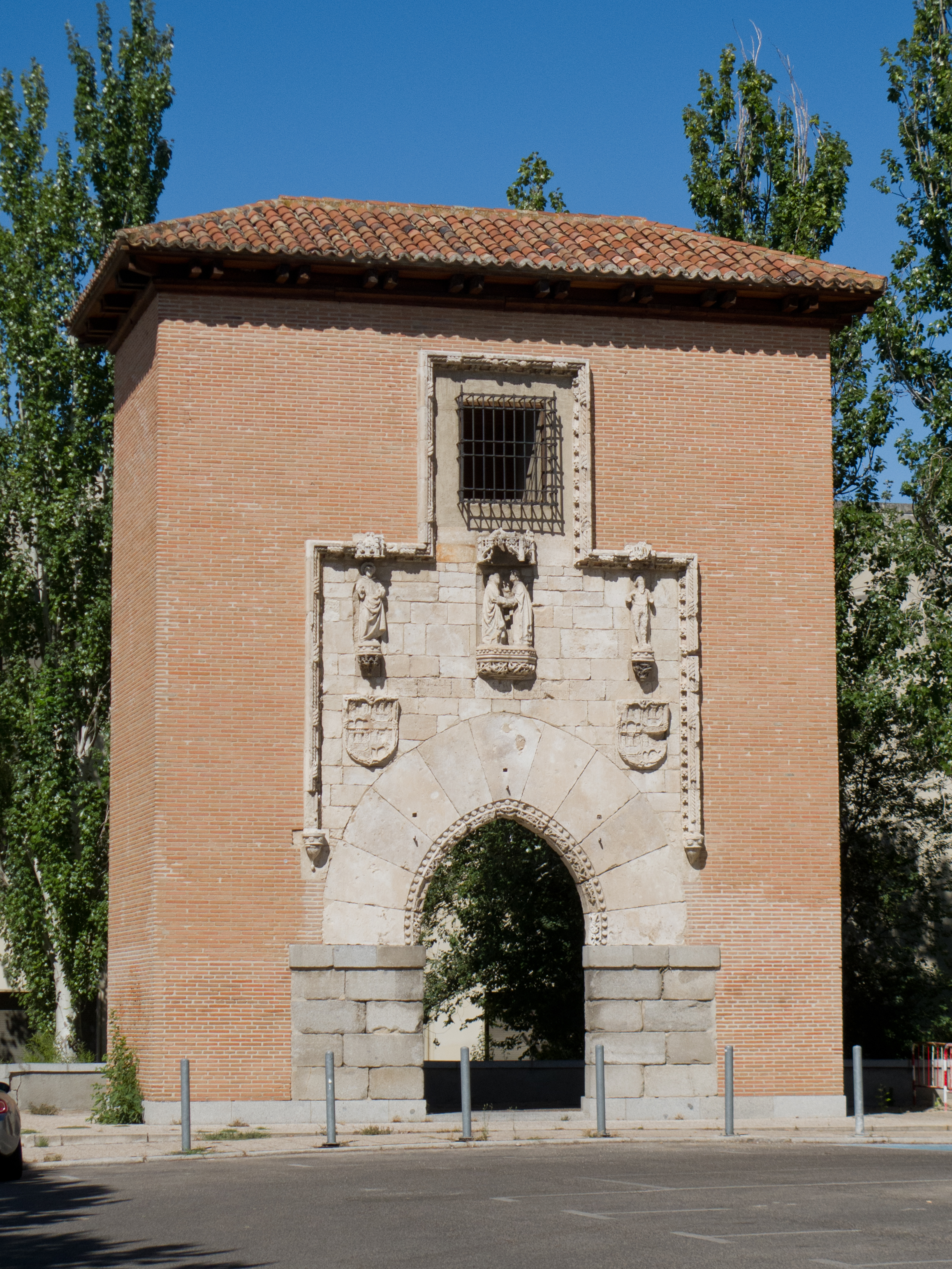
Portada gótico-mudéjar del hospital llamado de la Latina (por su fundadora Beatriz Galindo). Resto arqueológico conservado en los jardines de la Escuela Técnica Superior de Arquitectura de Madrid.

El arrabal de San Millán tomó su nombre de la ermita dedicada a ese santo, que existió frente al hospital de la Latina (fundado en 1499), y que según algunas fuentes antiguas era un enclave religioso anterior a la conquista de Madrid por el rey Alfonso VI. Se describe en esos textos como terrenos y viñedos del mayorazgo Francisco Ramírez, esposo de Beatriz Galindo.
Montero Vallejo documenta las primeras casas habitadas, fuera de la muralla, junto a Puerta Cerrada, en tiempos de Juan II de Castilla. El arrabal tomó cuerpo con las casas de Juan Alfonso de Villamad, documentadas en 1449 muy cerca de las eras de la Cebada. También creció al otro lado del camino de Toledo entre «eras y campos de labor», en torno al postigo de San Millán, cercano a la ermita homónima y documentado en 1478. Más tarde la tapia del arrabal, en este sector será rastreada arqueológica o documentalmente siguiendo la calle de Barrionuevo, y por la de San Millán hastas topar con la muralla a la altura de la actual estación del metro de La Latina.
Por su parte, Mesonero Romanos, en sus Paseos histórico-anecdóticos por las calles y casas de esta villa, traza su recorrido por el arrabal de San Millán en el espacio urbano contenido entre el tramo alto de la calle de Atocha, la plazuela de Antón Martín y la plaza de la Cebada, a la altura de puerta de Moros. En ese conjunto, visitado por el escritor y cronista madrileño mediado el siglo xix, aparecen descritas las calles de las Urosas, Relatores, Magdalena, la Merced (y su convento fundado en 1564), siguiendo luego por las vías del Barrionuevo y la Concepción Gerónima y dejando a un lado la antigua Cárcel, sigue su paseo por la calle de la Colegiata y la del Duque de Alba hasta la vía principal del camino de Toledo, donde visita el colegio imperial de la Compañía de Jesús, el contiguo templo de San Isidro el Real, y más allá, el Hospital de la Latina y el monasterio de la Concepción Franciscana, fundado también por Beatriz Galindo en 1512 para monjas de esa orden.